# کریستیینا اهین
کریستیینا اِهین (زادهٔ ۱۸ ژوئیه ۱۹۷۷) شاعر، مترجم، خواننده و ترانه‌سرای اهل استونی است.
اِهین در دانشگاه تارتو در رشته زبان‌شناسی تحصیل کرد و در زمینه فولکلور تخصص دارد. او در سال ۲۰۰۴ مدرک کارشناسی ارشد خود را در رشته زبان استونیایی و فولکلور تطبیقی از همین دانشگاه دریافت کرد. موضوع پایان‌نامه کارشناسی ارشد او «امکان‌های تفسیر لید (موسیقی)‌های کهن و نوین استونی از دیدگاه زنانه-مذهبی» بود. او همچنین به‌عنوان معلم در مدرسه وودیا فعالیت داشته است.
اِهین سابقهٔ خوانندگی در گروه موسیقی سینیمانیسیله را دارد و از سال ۲۰۱۲ به بعد، عضو گروه Naised Köögis (به انگلیسی: «زنان در آشپزخانه») بوده است. دیگر اعضای گروه عبارت‌اند از: کاترین لایدری، سوفیا یونز و کایری لیوو. او نمایندهٔ استونی در رویداد ماهواره‌ای المپیک تابستانی ۲۰۱۲ در لندن بود که با عنوان «پارناسوس شعر» از ۲۶ ژوئن تا ۱ ژوئیه ۲۰۱۲ برگزار شد.
از سال ۲۰۱۵ تا ۲۰۱۶، اِهین استاد هنرهای آزاد در دانشگاه تارتو بود.

## زندگی شخصی
کریستیینا اِهین دختر آندرس اِهین و لی سپل است. او پسری به نام «هانس» دارد.
همسر او موسیقیدان سیلور سپ است (:et). آن‌ها دختری به نام «لویکه» دارند که در سال ۲۰۱۶ متولد شد.
کریستیینا اِهین پیرو مذهب بومی استونی، یعنی مااوسک است.

## جوایز
وی همچنین برندهٔ جوایزی همچون نشان ستاره سفید درجه چهارم شده است.